# Conger orbignianus
Conger orbignianus — риба родини Конгерових (Congridae). Поширена у західній Атлантиці від Ріо-де-Жанейро в Бразилії до північної Аргентини. У східній Атлантиці відомий виключно у формі личинок з півдня Гвінейської затоки від Аннобону (Екваторіальна Гвінея) до Намібе (Ангола). Морська демерсальна риба, що сягає 1,12 м завдовжки.